# Henri Depelchin
Henri Depelchin, né le 24 janvier 1822 à Russeignies, dans le Hainaut (Belgique) et mort le 26 mai 1900 à Calcutta, au Bengale Occidental (Indes britanniques), est un prêtre jésuite belge qui fut missionnaire en Inde et dans la région du Zambèze (Afrique). Fondateur et directeur de trois collèges importants en Inde, il fut également à l'origine des premiers contacts missionnaires dans les régions intérieures de l’Afrique australe.

## Biographie

### Formation
Henri Depelchin entre au noviciat jésuite de Drongen, le 25 septembre 1842. Cette formation spirituelle initiale terminée, il enseigne aux collèges de Tournai et Alost (1844-1849), et continue par des études de philosophie à Namur (1849-1851) et de théologie à Louvain (1851-1854). Il est ordonné prêtre à Liège le 14 septembre 1854. Après son Troisième An, il enseigne à Anvers et Namur, et semble destiné à une carrière d’enseignant dans les collèges jésuites qui s’ouvrent les uns après les autres dans la Belgique nouvellement indépendante. 
Les catholiques de Calcutta s’adressent au pape, sollicitant son intervention pour l’ouverture d’un collège jésuite dans leur ville. Pie IX demande au père Pierre-Jean Beckx, supérieur général, de faire le nécessaire. Celui-ci confie cette mission aux jésuites belges. C’est ainsi que Henri Depelchin, à 37 ans, est choisi pour diriger un groupe de sept jésuites - quatre belges et trois anglais - envoyés dans la capitale de l’Inde anglaise, alors ville phare de l’anglais, pour y ouvrir une institution d’enseignement primaire et secondaire pour les catholiques. Le groupe arrive à Calcutta le 28 novembre 1859. Le P. Depelchin ne traîne pas: douze jours après son arrivée à Calcutta, il annonce dans la presse locale l’ouverture, pour le 9 janvier 1860, du collège Saint-Xavier: un prospectus est publié et distribué. Lui-même gravement malade du choléra (il reçoit l’extrême-onction fin décembre 1859) sera absent le jour de l’inauguration. Un collègue, le P. Jean Devos, est le premier directeur. Durant sa convalescence le P. Depelchin assure l’aumônerie militaire des catholiques de Fort William. 
Rétabli, le P. Depelchin est nommé recteur du collège (1864). C’est alors que l’institution prend son essor. Vision, créativité et dynamisme font merveille. En 1864 pour la première fois les élèves mettent en scène une représentation dramatique (une pièce de Molière), et Depelchin obtient que le gouverneur général du Bengale, Cecil Beadon, préside à la distribution des prix. Il organise également un ramassage scolaire  à une époque où Calcutta n’avait pas encore de transport public. En 1868 c’est le vice-roi lui-même, Lord Lawrence, qui préside à la distribution des prix. La réputation de l’école est faite. La population scolaire qui, après quatre ans, restait aux environs de cent élèves augmente rapidement. Ils sont 190 en 1865, et 502 en 1871, lorsque le P. Depelchin termine son mandat. 

### Le collège de Bombay
Pour un temps curé à Midnapore (1871-1872) puis à Poona (1872-1873) Depelchin est bientôt appelé à Bombay. Le vicaire apostolique, Mgr Meurin, a groupé quatre petites écoles sans avenir, dont un séminaire, pour en former une institution catholique de valeur et de prestige, dans la nouvelle métropole de l’Inde occidentale. Des bâtiments neufs sont construits et les cours ont commencé en janvier 1870. Mais l’évêque cherche un recteur dynamique et expérimenté. Il s’adresse directement au supérieur général, le P. Pierre Beckx, qui envoie Henri Depelchin, qui belge se retrouve recteur du nouveau collège (1873). C’est la naissance du collège Saint-Xavier de Bombay. 
Trois ans plus tard, lorsqu’il remet la charge à son successeur, un chroniqueur local écrit : « Father Depelchin left the Bombay Saint Xavier’s in even a more prosperous state than the St Xavier’s of Calcutta ». Durant ces mêmes années, il enseigne l’Écriture sainte, la théologie dogmatique et la philosophie au séminaire de Bombay. 

### Mission au Zambèze
Lorsque, en 1877, le supérieur général accepte au nom de la Compagnie de Jésus la responsabilité de l’exploration et du travail missionnaire dans les régions du Haut-Zambèze (en Afrique) – récemment découvertes par Livingstone – il pense à Depelchin. Le jésuite belge est choisi pour prendre la tête d’un groupe missionnaire international. Revenu en Europe, il passe l’année 1878 à recruter des volontaires et à obtenir un soutien financier pour l’expédition vers des régions que personne ne connaît vraiment. Il quitte le vieux continent à la fin de 1878 avec un groupe international de six prêtres et cinq frères. En septembre 1879, Depelchin se trouve déjà au pays des Matabélés. 
Entre 1879 et 1882, lors de trois expéditions successives, partant chaque fois de la ville côtière de Grahamstown le pionnier et ses compagnons parcourent des centaines de kilomètres dans des chars à bœufs, sous un climat pénible et dans un environnement hostile, pour obtenir des roitelets locaux la permission d’ouvrir un poste missionnaire dans leur territoire. Sans succès. Les malheurs et épreuves se succèdent. En trois ans, six des pionniers sont morts de maladies, accidents et même, sans doute, un empoisonnement. Les lettres envoyées par Depelchin du pays des Matabélés et de chez les Batongas ou de la vallée des Barotsés sont publiées en deux volumes, à Bruxelles, en 1883. C’est un succès de libraire… Ils suscitent des vocations missionnaires. Les voyages d’exploration missionnaire dans la région du Zambèze sont un fiasco, et les supérieurs religieux y mettent fin en avril 1883. Dix missionnaires, ayant entre 29 et 50 ans y ont perdu la vie. Le P. Depelchin, lui-même blessé lors d’un accident de char à bœufs, est rappelé en Europe. 

### Le collège de Darjeeling

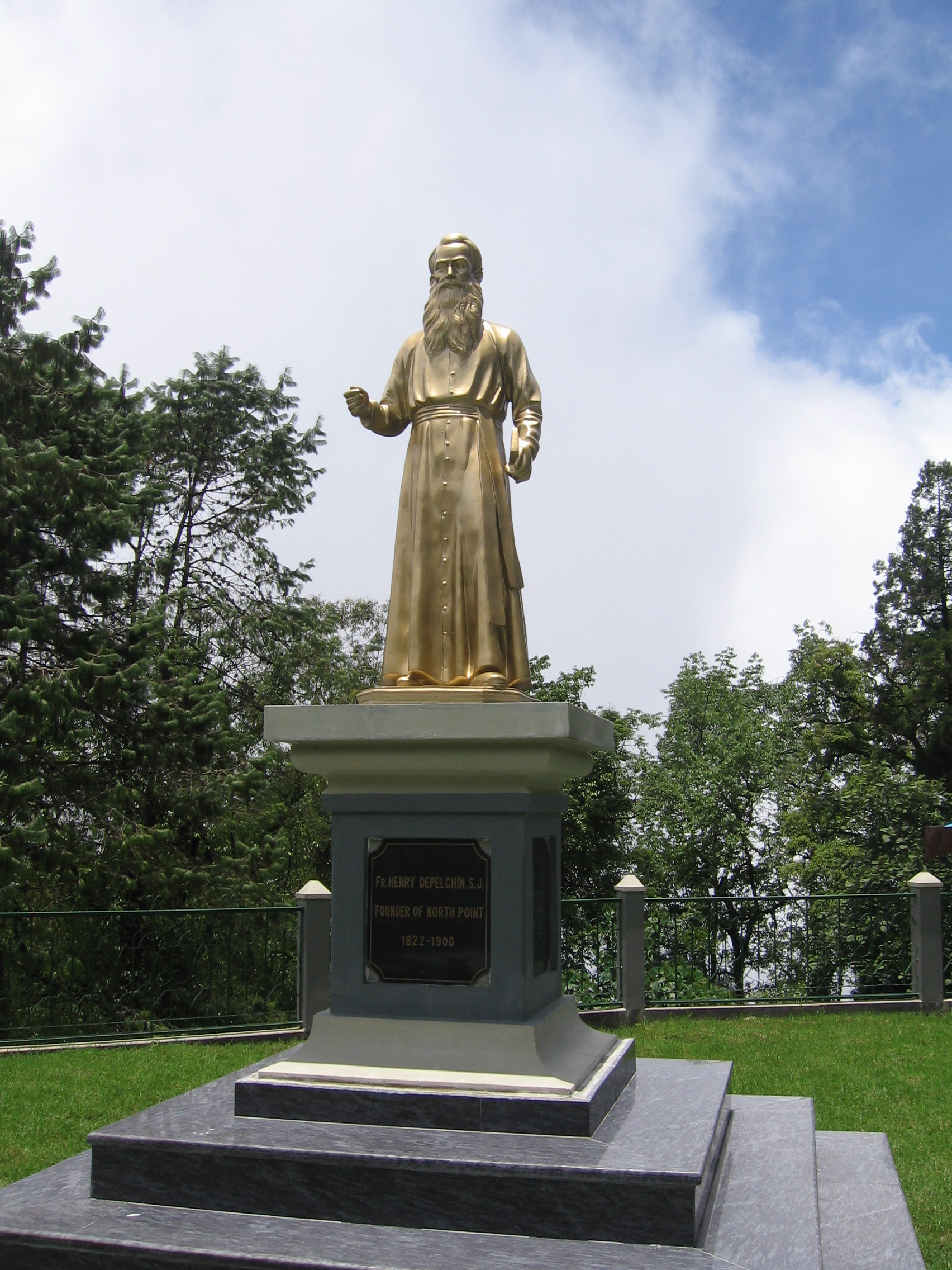
Statue du père Depelchin dans le jardin du collège de Darjeeling

Depelchin passe quatre ans en Belgique (1883-1887) s’y refaisant une santé et soignant sa jambe fracturée lors de la troisième expédition missionnaire. Il occupe quelques postes légers aux collèges d’Alost et de Mons. Par ses conférences, très suivies, il encourage l’esprit missionnaire au sein de la population belge et suscite de nouvelles vocations pour les pays d’outremer, surtout l’Afrique. 
En 1887 Depelchin reçoit l’ordre de retourner au Bengale. Il a 65 ans, mais c’est à lui que l’on donne la mission de fonder un collège jésuite à Darjeeling, une ville du Bengale septentrional située dans les contreforts de l’Himalaya. Avec sa promptitude et disponibilité habituelle, Depelchin quitte la Belgique en décembre 1887, arrive à Calcutta le 4 janvier 1888, et le 10 janvier, le pionnier se trouve à pied d’œuvre, à Darjeeling. Tout y est à faire. 
L’ouverture de l’école, provisoirement installée dans un bungalow mis à sa disposition, est fixée au 13 février : dix-huit internes et sept externes sont les premiers élèves du nouveau collège Saint-Joseph. À un âgé déjà avancé – Depelchin se met à la recherche d’un terrain où puissent être construits les bâtiments d’un grand collège. Malgré des obstacles qui semblent insurmontables, grâce à son sens de la persuasion, une belle audace et un tact inné, Il obtient ce qu’il cherche au lieu-dit « North-Point » de Darjeeling. Le terrain est nivelé, et la plus grosse partie des bâtiments sont terminés en quatre ans. Le maître d’œuvre en est le frère Eugène Rotsaert. Des bienfaiteurs belges couvrent une grande partie des frais, ainsi que des membres de la communauté anglo-indienne catholique de l’Inde, et même les autorités civiles. Le 8 décembre 1891, le recteur (69 ans), qui est également curé de la paroisse de Darjeeling, bénit les nouveaux bâtiments. 
À la rentrée scolaire de février 1892, les élèves investissent le nouvel édifice. Mais Depelchin ne profite pas de l’immense œuvre accomplie. La rentrée se fait sous la supervision d’un nouveau recteur: le P. Alfred Neut. Le vénérable vieillard surnommé « le Grand Old Man » - est envoyé au scolasticat de Kurseong en 1892 : il y enseigne la logique et la métaphysique. En 1894, il est à Ranchi où il est nommé, en 1896, instructeur du Troisième An. Mais sa santé laisse à désirer. En 1898, on lui donne un poste plus léger à la paroisse de Serampore, qu’il ne quitte qu’en décembre 1899 lorsque, malade, on le porte à la résidence épiscopale de Calcutta ; il y meurt le 26 mai 1900. 

## Écrits
- Trois ans dans l'Afrique australe: le pays des Matabélés, Bruxelles, Polleunis, Geuterick et Lefébure, 1882, 432pp.
- Trois ans dans l'Afrique australe: Au pays d'Umzila. Chez les Batongas. La vallée des Barotsés, Bruxelles, Polleunis, Geuterick et Lefébure, 1883.

## Sources
- Udayan Namboodiry, St Xavier's; the making of a Calcutta Institution, New-Delhi, Penguin India, 1995, 172pp.
- Édouard Hambye: Article Depelchin, Henri, dans Diccionario historico de la Compañia de Jesús, vol.II, Roma, IHSI, 2001, pp. 1082-1083.
- Henri Josson: La Mission du Bengale occidental ou archidiocèse de Calcutta, 1921.